# Водоёмы Грузии
На территории Грузии находятся следующие озёра:
- Аджария
  - Тбикели
  - Мцване тба

- Имеретия
  - Шаорское озеро
  - Ткибульское водохранилище

- Квемо-Картли

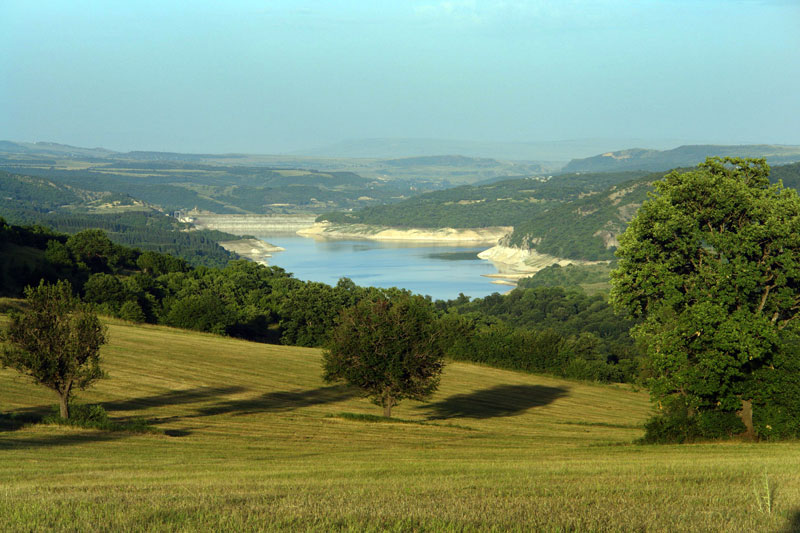
Алгетское водохранилище в Картли.

  - Джандаргёль — по озеру проходит граница с Азербайджаном
  - Кумиси
  - Алгетское водохранилище
  - Цалкинское водохранилище
  - Баретис тба
  - Группа небольших озёр к югу от города Цалка — Карагёль, Тамбухгёль, Кайнегёль и другие.

- Мцхета-Мтианети
  - Сионское водохранилище
  - Жинвальское водохранилище
  - Базалети — высокогорное озеро
  - Арчвебистба (треугольное озеро) — озеро на Кельском вулканическом плато

- Самегрело — Земо Сванети
  - Диди тоба варчхи
  - Джварское водохранилище
  - Палеостоми
  - Папанцквили
  - Тобаварчхили
  - Партоцкари
  - Чипста-варчхи
  - Цвирмское озеро

- Самцхе-Джавахетия
  - Паравани
  - Табацкури
  - Ханчали
  - Мадатапа
  - Зереси
  - Сагамо

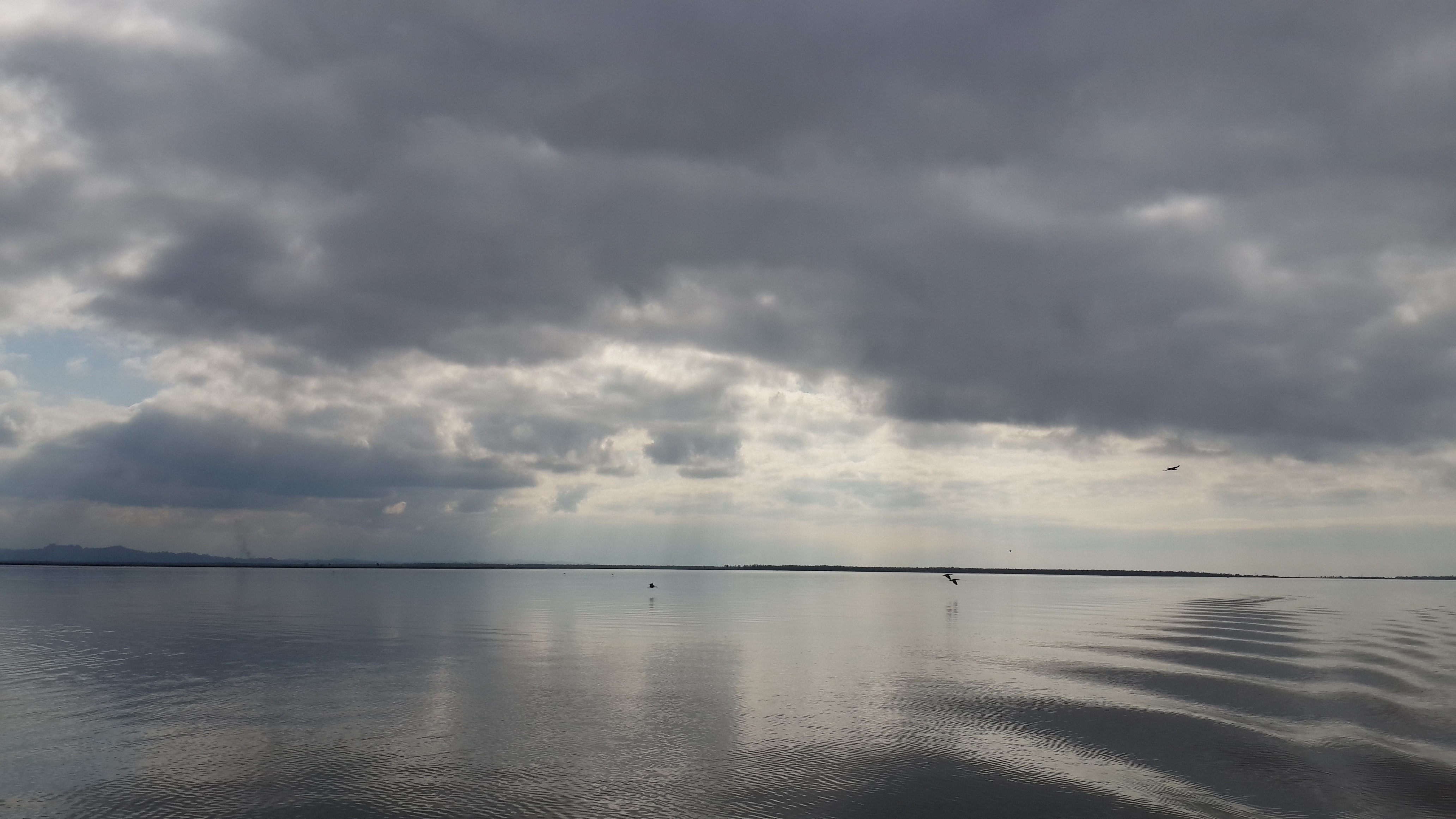
Озеро Палеостоми осенью 2016 года.

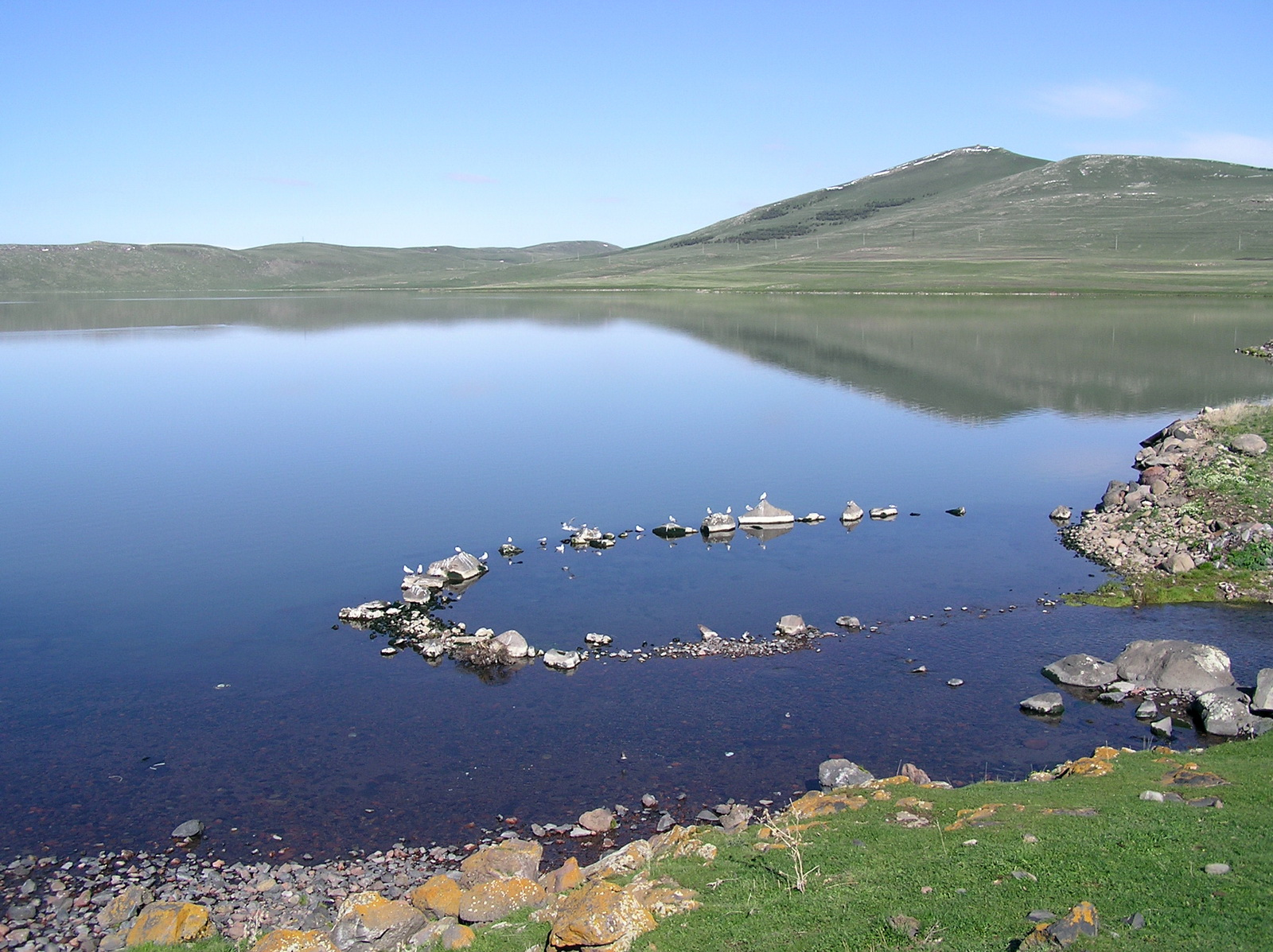
Озеро Сагамо.

  - Хозапини — по озеру проходит граница с Турцией

- Тбилиси
  - Тбилисское море
  - Лиси (озеро) — озеро, проданное с аукциона в 2007 году
  - Глдани (озеро)
  - Кус тба (Черепашье озеро) — ведёт канатная дорога от Парка Победы.